# Apocalittici e integrati
Apocalittici e integrati (traduït seria: ‘Apocalíptics i integrats') és un assaig escrit per Umberto Eco l'any 1964. Hi defineix els intel·lectuals, que tenen una actitud aristocràtica envers la cultura de masses com a «apocalíptics», i els que en tenen una visió ingènuament optimista com «integrats». L'elitisme i el concepte aristocràtic de la cultura defensat per Theodor Adorno (1903-1969) i Elémire Zolla (1929-2002) li molesta particularment. El llibre va ser un succés immediat, ràpidament va ser traduït a l'anglès, el grec, el castellà i altres llengües i continua sent una obra de referència més de mig segle després. És considerat un de les seues cinc obres majors. Escrit dècades abans l'aparició de l'internet com mitjà de comunicació de massa, no ha perdut pertinència.
Amb aquesta obra, Eco vol introduir l'observança del treball d'interpretació del lector i obrir el camí per estimular semiòlegs i semiòtics a estudiar els mitjans de comunicació de massa.
L'assaig gira a l'entorn de dues idees dominants: d'una banda, Eco explora la comunicació de massa com a eina per a transmetre una cultura mundialitzada i estandarditzada que provoqui unes emocions concretes i controlades. Segons Eco, tots els productes culturals s'ofereixen en igualtat de condicions, encara que el nivell sigui diferent i, a més, la distinció entre el que és simple entreteniment i el que és informació vàlida i útil és complicat. D'altra banda, els mitjans de comunicació de massa s'adrecen a un públic heterogeni i s'especifiquen cap a un públic objectiu determinat, de manera que es fuig de l'originalitat i la creació de productes originals.
Eco analitza la cultura popular i els mitjans de comunicació des de dues posicions, aportant-hi arguments a favor i en contra: la dels apocalíptics, aristocràtics i elitistes, que veuen la cultura de masses com un element negatiu que devalua la cultura i la redueix al simple lleure; i la dels integrats, oberts a les noves tecnologies, que fan una interpretació positiva de la cultura de masses perquè permet que molta gent hi accedeix que antany n'era exclosa.
Altres temes que s'hi tracten són el debat sobre la indústria cultural en la seva fase de naixement i desenvolupament, el treball sobre alternatives culturals o la complexa relació entre la comunicació i la cultura de masses.

## Dos posicionaments
Eco veu dues posicions antàgoniques sobre la cultura de masses i el paper dels mitjans de comunicació.
Segons els apocalíptics, els mitjans de comunicació només tenen un impacte negatiu. Veuen la cultura de masses com «anticultura» que maten l'originalitat i creen una cultura mitjana que serveix per a satisfer el més gran nombre de persones, dominat per la llei del mercat lliure, que no té espai per a productes culturals riscats o provocatius i així degrada la cultura i l'art a una mera diversió. En lloc d'emancipar i elevar el públic, paternalitzaria, simplificaria i manipularia amb emocions estandarditzades i eslògans, afavoreix una actitud passiva i acrítica. La veuen com una subcultura inferior a la cultura burgesa.
Els integrats diuen que els mitjans fan que molts que abans eren exclosos de la vida cultural ara hi poden participar, a un preu assequible. Veuen aspectes positius com a eina de formació i de sensibilització, malgrat una certa sobreabundància. Donen accés a manifestacions culturals llunyans i obre l'horitzó. Rarament teoritzen, prefereixen actuar, produir i emetre els seus missatges a tots els nivells fent amable l'absorció d'idees i la recepció de la informació per tal d'ampliar el camp cultural.
Segons Eco, la indústria cultural no és pas el problema, però sí que ho és el consumisme o la interpretació superficial i conformista dels continguts pels mitjans. Considera que ambdues postures s'equivoquen i proposa un enfocament diferent per avaluar diferents expressions culturals.
Considerar la cultura de masses com irrellevant només perquè és industrial, com ho fan els apocalíptics, és un error: ignoren que sovint pot tenir un impacte valuós. D'altra banda, els integrats tenen un descuit greu quan diuen que la multiplicació dels productes culturals és bona en si mateixa i, per tant, no pot ser criticada. Segons Eco, la divisió maniqueista entre nociva o saludable no serveix per a res: la cultura de masses ha vingut per romandre's i se l'ha d'integrar en l'arsenal cultural, sense perdre l'esperit crític.

## L'estructura del mal gust o del kitsch
Una de les característiques importants que troba Umberto Eco és l'estètica del mal gust. Va englobar dins d'aquesta estètica del mal gust la coneguda estètica kitsch. Eco precontitza que aquesta estètica es pot descriure tenint en compte quatre factors imprescindibles: La definició del «mal gust» és per si mateixa problemàtica. N'hi ha prou amb recordar les teories del nazisme sobre l'art i la música i art degenerat.
- Pren procediments de l'avantguarda artística, és a dir, simplifica diferents manifestacions per fer la més accissible als consumidors. Aquest fet no és més segons Umberto Eco una mentida, ja que el que intenten és ampliar les audiències.
- Aquesta presa de procediments segons Eco són acceptades per la gent un cop han deixat de ser innovadors és a dir són exposats a les masses quan eviten el risc de rebuig per part dels consumidors.
- L'estètica del mal gust cerca sempre un efecte immediat i fàcil, que segons Umberto Eco, s'obté amb imatges i paraules de reconeguda efectivitat.
- L'estètica del mal gust pretén enganyar el consumidor, fent-li creure, que el que veu és una cosa vera i en realitat es tracta d'una versió vulgar.

En el capítol «La struttura del gusto cattivo» (‘l'estructura del mal gust») discuteix els criteris taxonòmics que MacDonald utilitza per referir-se al kitsch. Eco ofereix una interessant i rigorosa anàlisi que aborda punts essencials del kitsch. A més caracteritza el terme a partir de les condicions de producció i la funcionalitat d'aquest. Descriu algunes posicions respecte al concepte de kitsch, i proposa d'aquesta manera anar caracteritzant-lo. L'altra forma que utilitza per definir-lo i per fonamentar la seva postura és al·ludir a les condicions de producció del kitsch.
Eco recuperà la dimensió ètica de Broch, i considera el kitsch com «un mal en el sistema de valors de l'art, una maldat que suposa una general falsificació de la vida». L'engany kitsch es produeix en dos nivells, un intern fa als factors lingüístics, on l'obra es proposa constantment com a art, però només cerca la provocació de l'efecte i torna un missatge redundant, i un altre nivell extern, que es localitza en la intenció de l'autor. Eco sosté que hi ha determinats «estilemes» (de l'italià stilema, marca de l'estil d'un autor o d'una obra) d'un missatge poètic, que es caracteritza per unaambigüitat i la conseqüent tensió interpretativa, que són consumits de manera tal que ja no sorprenen. No obstant això, aquests «estilemes» continuen a remetre un context poètic. D'aquesta manera l'autor kitsch se'ls apropia per recobrir la provocació de l'efecte que desitja i té succés en un públic desitjós d'experiències qualificades però sense haver de fer l'esforç interpretatiu.